# Jody Alderson
Joan „Jody“ Alderson, nach Heirat Joan Braskamp, (* 5. März 1935 in Chicago, Illinois; † 14. Februar 2021) war eine Schwimmerin aus den Vereinigten Staaten. Sie gewann bei den Olympischen Spielen 1952 eine Bronzemedaille.

## Sportliche Karriere
Bei den Olympischen Spielen 1952 in Helsinki belegte Alderson als beste Schwimmerin aus den Vereinigten Staaten den fünften Platz über 100 Meter Freistil. Zwei Tage nach dem 100-Meter-Finale erreichte die 4-mal-100-Meter-Freistilstaffel mit Evelyn Kawamoto, Jackie LaVine, Mary Louise Stepan und Jody Alderson das Finale mit der schnellsten Vorlaufzeit. Im Endlauf siegten die Ungarinnen mit 4,6 Sekunden Vorsprung vor den Niederländerinnen, die wiederum eine Sekunde Vorsprung vor der US-Staffel hatten. Mit ihrer Vorlaufzeit hätten die Amerikanerinnen die Silbermedaille gewonnen. 1954 gewann Alderson den Meistertitel der Amateur Athletic Union über 100 Meter Freistil.
Jody Alderson schwamm für den Chicago Town Club und dann für die University of Illinois.
In manchen Quellen wird Jody Alderson als Joan Alderson-Rosazza bezeichnet. Laut der Olympedia sind Jody Alderson und Joan Rosazza zwei verschiedene Schwimmerinnen.